# Partido Social Democrata da Rússia
O Partido Social Democrata Russo foi um partido político fundado na Rússia por Mikhail Gorbachev em 6 de janeiro de 2001. Resultou da coligação de vários partidos social democratas. Tem aproximadamente 12 000 membros, mas não tem assento na Duma (parlamento russo). Gorbachev renunciou à presidência do partido em 15 de julho de 2004, depois de um desacordo com o seu presidente, Konstantin Titov que insistiu, apesar da oposição de Gorbachev, num acordo com o partido pró-Kremlin Rússia Unida nas eleições gerais antecedentes, no ano anterior.
Konstantin Titov, por seu lado, anunciou a resignação na terceira convenção do partido, realizada a 4 de Setembro de 2004. A convenção elegeu o novo presidente, Vladimir Kishenin, líder do Partido da Justiça Social, que terá sido apoiado por Titov.
O partido foi dissolvido em 20 de Outubro de 2007